# Agresiune armată
Agresiunea armată reprezintă atacul neprovocat al unui stat împotriva altui stat cu folosirea forței armate în scopul de a-i cotropi teritoriile, a-i suprima independența.
Agresiune armată - folosirea forței de către un stat împotriva suveranității, integrității teritoriale sau independenței politice a altui stat, ori în orice mod incompatibil cu Carta Națiunilor Unite (definiție din Legea cu privire la apărarea națională a Republicii Moldova).
În perioada interbelică au existat preocupări de formulare juridică a interzicerii agresiunii:
- Pactul Kellogg-Briand (27 august 1928) semnat de 63 de state, primul tratat internațional care a interzis recurgerea la război pentru rezolvarea diferendelor internaționale.[2]
- Convenția pentru definirea agresiunii și a agresorului semnată la Londra la 3 iulie 1933 numai de 11 state, a avut semnificație deosebită, deoarece prevederile acestui act consolidau din punct de vedere juridic internațional statu-quo-ul teritorial și politic.[necesită citare][3]
- Tratatul de neagresiune și conciliere denumit și Pactul Saavedra Lamas[4] semnat la Rio de Janeiro la 10 octombrie 1933.